# Abdullah Musa
Abdullah Musa Abdullah mais conhecido como Abdullah Musa (em árabe: عبدالله موسى عبدالله‎) (Emirados Árabes Unidos, 2 de março de 1958) é um ex-futebolista emiratense, que atuava como goleiro.

## Carreira
Musa integrou a histórica Seleção Emiratense de Futebol da Copa do Mundo de 1990. 